# Voltor
Voltor fue un grupo español de hardcore punk en valenciano, procedente de Aldaya, en la Comunidad Valenciana. Las letras de sus canciones trataban temas como la libertad de expresión, la defensa del territorio y las raíces, o la justicia social.
Después de una reestructuración del grupo, la ida de Vicent (guitarra), suplida por Saül y Oli (del grupo Akela) al bajo, permitiendo que Lluís se centrara en la voz, el 2005 lanzaron su primer trabajo de estudio, Aprenent a volar, con un total de 9 canciones, entre los cuales destacan Encén l'oïda, la versión nueva de Solidaritat, Extrem o Quan no quede res, donde colabora el vocalista de Obrint Pas Xavi Sarrià. Su segundo disco de estudio, Perill d'extinció apareció a finales del año 2008.
En 2006, junto a otros cinco grupos, crean el primer festival itinerante de música en valenciano: el Tourbolet.
Hicieron su último concierto a Tabernes de la Valldigna el 30 de diciembre de 2011 al pub "La Bombonera" en uno de los conciertos del festival Festivern.

## Discografía
- Identitat (Maqueta) - 2004 - CC
- Aprenent a volar (Cambra Records, 2005) - CC[6]
- Perill d'extinció (Radikal Records, 2008) - CC[7]